# تومویا اومورا
تومویا اومورا (ژاپنی: 植村 友哉؛ زادهٔ ۱۹ مهٔ ۲۰۰۰) یک بازیکن فوتبال اهل ژاپن است.
از باشگاه‌هایی که در آن بازی کرده‌است می‌توان به باشگاه ورزشی یوکوهاما اشاره کرد.